# Therigona reversura
Therigona reversura es una especie de mosca del género Therigona, de la familia Muscidae, orden Diptera.

## Distribución
Se distribuye por Estados Unidos, Argentina, Canadá, Pakistán, Filipinas, Malasia, México y Bangladés.

## Taxonomía
Fue descrita por Villeneuve en 1936 y publicada en Villeneuve, J. 1936. Schwedisch-chinesische wissenschaftliche Expedition nach den nordwestlichen Provinzen Chinas, unter Leitung von Dr. Sven Hedin und Prof. Su Ping-chang. Insekten gesammelt vom schwedischen Arzt der Expedition Dr. David Hummel 1927-1930. 52. Diptera. 16. Muscidae. Ark. Zool. (A) 27(34), 13 p.